# South of Heaven
„South Of Heaven“ е четвъртият студиен албум на американската траш метъл група Слейър. Излиза на 5 юли 1988 г. Това е вторият албум на групата, който попада в класацията на Билборд Billboard 200. Достига 57-а позиция и през 1992 г. получава златна сертификация от Асоциацията на звукозаписната индустрия в Америка.
Албумът е записан в Лос Анджелис, Калифорния с продуцента на предходния албум на групата („Reign in Blood“) Рик Рубин.
Песните в „South of Heaven“ са с по-забавено темпо в сравнение с предишните албуми. „Dissident Aggressor“ на Джудас Прийст е единствената кавър-версия в студиен албум на Слейър.

## Състав
- Том Арая – бас, вокали
- Джеф Ханеман – китара
- Кери Кинг – китара
- Дейв Ломбардо – барабани

|  | Тази страница частично или изцяло представлява превод на страницата South of Heaven в Уикипедия на английски. Оригиналният текст, както и този превод, са защитени от Лиценза „Криейтив Комънс – Признание – Споделяне на споделеното“, а за съдържание, създадено преди юни 2009 година – от Лиценза за свободна документация на ГНУ. Прегледайте историята на редакциите на оригиналната страница, както и на преводната страница, за да видите списъка на съавторите. ВАЖНО: Този шаблон се отнася единствено до авторските права върху съдържанието на статията. Добавянето му не отменя изискването да се посочват конкретни източници на твърденията, които да бъдат благонадеждни. |